# Brandi Wells
Brandi Wells, all'anagrafe Marguerite J. Pinder (Chester, 13 maggio 1955 – Chester, 24 marzo 2003), è stata una cantante statunitense, nota per il brano Watch Out del 1981.

## Biografia
Figlia di Thomas Pinder e Dorothy Williams, frequentò la scuola Chester Upland School District. Iniziò a cantare con la Fat Larry's Band prima di avviare la carriera da solista.
Il suo brano di debutto, Watch Out, si piazzò al 16º posto della classifica Dance Club Songs.
Il suo secondo brano, 21st Centuty Fox del 1985, fu anche l'ultimo, ma non ottenne eguale successo.

## Vita privata
Si sposò con Ronald E. Bannister dal quale ebbe 2 figli, Nathaniel Brown Walker Pinder, e Shameka Pinder. Morì per un cancro al seno nel 2003 nella sua città natale, dove fu sepolta.

## Discografia

### Album in studio
- 1981 - Watch Out (Fantasy Records)
- 1985 - 21st Century Fox (Omni Records)